# 茅野弘
茅野 弘（ちの ひろし、1923年7月22日 - 2002年3月28日）は、日本の実業家。カメラメーカーのチノン株式会社創業者。

## 経歴
長野県諏訪郡宮川村（現：茅野市宮川）出身。宮川尋常高等小学校を卒業後、上京し鉄工所で10年間働き、光学機器製作技術を習得して独立。
1948年に守屋精治、木村正浩とともにチノン株式会社の前身「三信製作所」を創業した。業績悪化で150人の希望退職を募った1993年、代表取締役から名誉相談役に退く。経営再建のため1997年のコダック傘下入り決定を伝えた石城祐吉社長（当時）に対し、「チノンという名前を残してくれたことは良かったと思っている」と語ったという。
チノン元常務で諏訪護国神社元宮司の茅野光英（ちの みつふさ、2006年4月9日没）は実兄。娘婿は茅野正澄（株式会社チノン代表取締役）、後藤茂之（政治家）。